# Antonio Despuig y Dameto
Antonio Despuig y Dameto (Palma de Mallorca, 30 de março de 1745 - Lucca, 2 de maio de 1813) foi um cardeal espanhol.

## Biografia
Nasceu em Palma de Mallorca em 30 de março de 1745. Ele era um dos oito filhos de Ramón Despuig, conde de Montenegro e de Montoro, e María Dameto, dos marqueses de Bellpuig. A família era aliada do antigo reino de Aragão.
Colégio Jesuíta de Monte Sión, Palma (humanidades); Universidade de Mallorca, Mallorca (filosofia, 1762-1764; doutorou-se in utroque iure, direito canônico e civil, 1º de junho de 1779). Recebeu a tonsura eclesiástica em 1760; as ordens menores em 17 de maio de 1769; e o subdiaconado em 21 de setembro de 1771, em Alcañiz. Em 1761, ele recebeu um benefício diocesano. Interrompeu os estudos e retirou-se para uma propriedade da família em Alcañiz Aragón, em 1764; dedicou-se a escrever e traduzir.
Ordenado em 3 de julho de 1774. Em Mallorca, cânone de seu capítulo da catedral, em 29 de março de 1774; tomou posse por procurador, em 2 de julho de 1774. Colaborou na Sociedad Mallorquina del País e foi um dos fundadores da escola de desenho; nomeado seu censor, 1778. Tornou-se juiz conservador e vigário apostólico da Ordem de São João de Jerusalém em Mallorca, 23 de junho de 1777. Tenente-vigário e subdelegado dos exércitos de terra e mar da ilha, 1780. Membro da Real Academia de San Fernando de Madrid, 5 de março de 1782. Reitor da Universidade de Maiorca, 1783-1785. Chantre do capítulo da catedral de Mallorca, 29 de abril de 1786. Auditor da Sagrada Rota Romana para o reino de Aragón, 7 de maio de 1785.
Eleito bispo de Orihuela em 26 de setembro de 1791. Consagrado em 29 de setembro de 1791, igreja de S. Maria di Montserrato, Roma, pelo cardeal Francesco Saverio de Zelada, auxiliado por Xaverio Passari, arcebispo titular de Larissa, e por Gregorio Bandim, arcebispo titular de Edessa. Em 23 de janeiro de 1794, o Capitão General Duque de la Roca prendeu o arcebispo de Valência (que conseguiu escapar do Reino) e nomeou o bispo Despuig governador da arquidiocese em 1º de fevereiro de 1794. O bispo foi imediatamente para a capital, incomodando o arcebispo e a maioria das pessoas que o consideravam um intruso. Para normalizar a situação, o rei Carlos IV pediu ao papa que o nomeasse arcebispo. Promovido à sé metropolitana de Valência, em 1º de junho de 1795. Desconfortável em Valência, foi transferido para a sé metropolitana de Sevilha, em 18 de dezembro de 1795. Enviado a Roma em ca. 1796 (ou 1797) com o cardeal Francisco Antonio de Lorenzana y Butrón, arcebispo de Toledo e representante pessoal do rei Carlos IV da Espanha perante o papa Pio VI. Promovido ao patriarcado latino titular de Antioquia, em 13 de janeiro de 1799, mantendo a administração da arquidiocese de Sevilha.
Criado cardeal sacerdote no consistório de 11 de julho de 1803; recebeu o chapéu vermelho em 14 de julho de 1803; e o título de S. Callisto, 26 de setembro de 1803. Arcipreste da basílica patriarcal da Libéria, 28 de dezembro de 1803. Pró-vigário de Sua Santidade para Roma, 26 de março de 1808; vigário geral, 1810-1813. Forçado pelos franceses a deixar Roma, 11 de novembro de 1809; não compareceu ao segundo casamento do imperador Napoleão I Bonaparte com a arquiduquesa Maria-Louise da Áustria em 2 de abril de 1810, mas não foi rebaixado com os cardeais negros (proibido de usar suas vestes vermelhas por ter se recusado a comparecer ao casamento do imperador); devido a sua saúde debilitada, foi autorizado a retornar à Itália e foi morar em Lucca. Colecionador de livros e arte; na sua quinta da Raixa, entre Palma e Sóller, fundou um museu rodeado de belos jardins.
Morreu em Lucca em 2 de maio de 1813. Exposto e enterrado na catedral metropolitana de Lucca. Em outubro de 1993, seus restos mortais foram levados para Palma de Mallorca e enterrados na igreja de Santa Magdalena, onde também está sepultada Santa Catalina Tomás; em 2005, uma estátua do cardeal por Damià Ramis Caubet foi erguida na praça de Santa Magdalena, em frente à igreja.